# 普卡拉山 (帕卡赫斯省)
17°47′40″S 68°55′36″W / 17.79444°S 68.92667°W

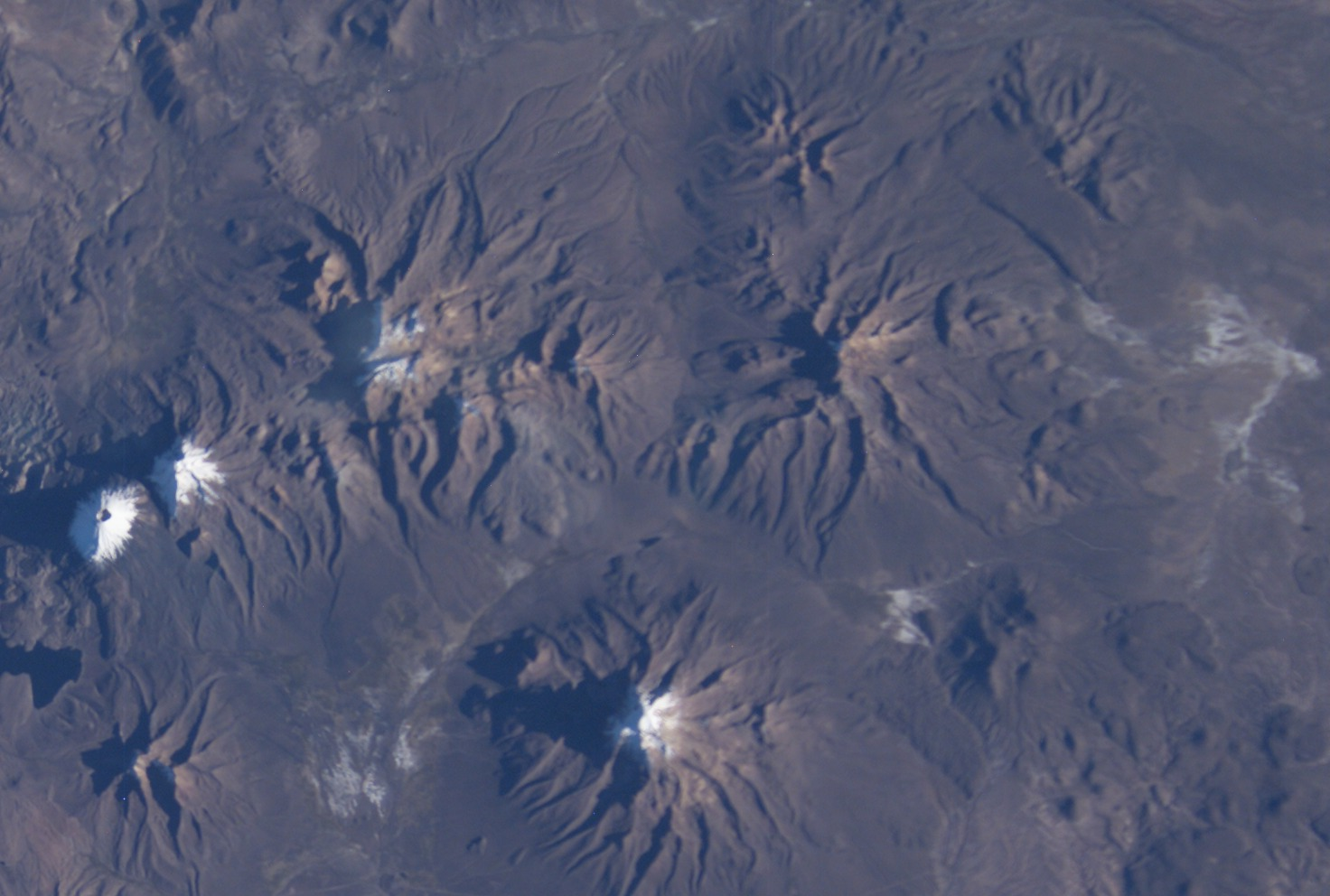

普卡拉山（Pukara），是玻利維亞的山峰，位於該國西部拉巴斯省的帕卡赫斯省，處於阿納利亞赫西火山以北、皮查卡山西北面、奧爾克皮山和丘里維爾基山西南面，屬於安第斯山脈的一部分，海拔高度4,266米。